# ویکتور پاتسایف
ویکتور پاتسایف (به انگلیسی: Viktor Patsayev) فضانورد اهل اتحاد شوروی است که در ۱۹ ژوئن ۱۹۳۳ در آقتوبه، قزاقستان زاده شد. وی در مأموریت سایوز ۱۱ حضور داشته است.